# Liste in Trinidad und Tobago vorhandener Dampflokomotiven
Dies ist eine Liste erhaltener Dampflokomotiven auf dem Gebiet von Trinidad und Tobago.

## Lokomotiven mit 56.5"
| Foto | Nummer oder Name                   | Bauart / Achsfolge | Hersteller        | Fabrik-nr. | Baujahr | Historie | Eigentümer / Betreiber / Strecke | Bemerkungen |
| ---- | ---------------------------------- | ------------------ | ----------------- | ---------- | ------- | -------- | -------------------------------- | ----------- |
|      | Trinidad Government Railways No. D | C                  | Hunslet Engine Co | 1168       | 1914    |          | Museum of the City               | [ 1 ]       |